# Eugen Hadamovsky
Eugen Paul Hadamowski (en alemán: Eugen Paul Hadamovsky) (14 de diciembre de 1904, Berlín, Imperio alemán - Hölkewiese, Tercer Reich, 1 de marzo de 1945) fue un militar, político, escritor y director de producción de radio alemán de ascendencia polaca durante el Tercer Reich de 1933 a 1942.

## Biografía

### Primeros años
Eugen Hadamowski nació en el distrito de Friedenau de Berlín en la familia del ingeniero Paul Alfred Hadamowski y su esposa Emma Carolina. En 1919 se graduó de la escuela secundaria con especialización en química e ingeniería mecánica. Estuvo inscrito en el ilegal grupo paramilitar Reichswehr negro cuando todavía era un estudiante de secundaria. Cuando las unidades Freikorps se disolvieron en 1921, comenzó una vida inestable trabajando como cerrajero y mecánico en diferentes lugares. De vuelta en Berlín desde 1928, fue uno de los primeros partidarios nacionalsocialistas, que ayudó a organizar a los oyentes de radio nacionalsocialistas y manejó los detalles técnicos en muchas de las manifestaciones masivas de Hitler. Hadamovsky se unió al Partido Nacionalsocialista Obrero Alemán (NSDAP) en 1930; el líder de propaganda del partido, Joseph Goebbels, le encargó que construyera el Reichsverband de derecha Deutscher Rundfunkteilnehmer ("Asociación del Reich de participantes alemanes de radiodifusión").

### Durante el Tercer Reich
Poco después del ascenso de Adolf Hitler en enero de 1933, Hadamovsky se desempeñó como Director Nacional de Programación de la emisora alemana Deutschlandsender. Unos meses más tarde, fue nombrado director de producción del Reich y jefe de la Reichs-Rundfunk-Gesellschaft, por lo que desempeñó un papel vital en el Gleichschaltung nacionalsocialista de las emisoras regionales incorporadas. En 1935 inició el lanzamiento de la estación de televisión Fernsehsender Paul Nipkow. Hadamovsky también se desempeñó como vicepresidente del departamento de radiodifusión en la organización Reichskulturkammer y en una variedad de otros puestos durante la Segunda Guerra Mundial. Fue jefe del departamento de radio en el Ministerio de Ilustración y Propaganda Pública del Reich desde 1940, sin embargo, el ministro Goebbels no estaba completamente satisfecho con él, como lo demuestran muchas referencias en los diarios de Goebbels. En 1942, Hadamovsky fue reemplazado y asumió el cargo de jefe de gabinete en la Oficina Central de Propaganda del Partido Nazi (Reichspropagandaleitung) en Berlín.

### Escritor

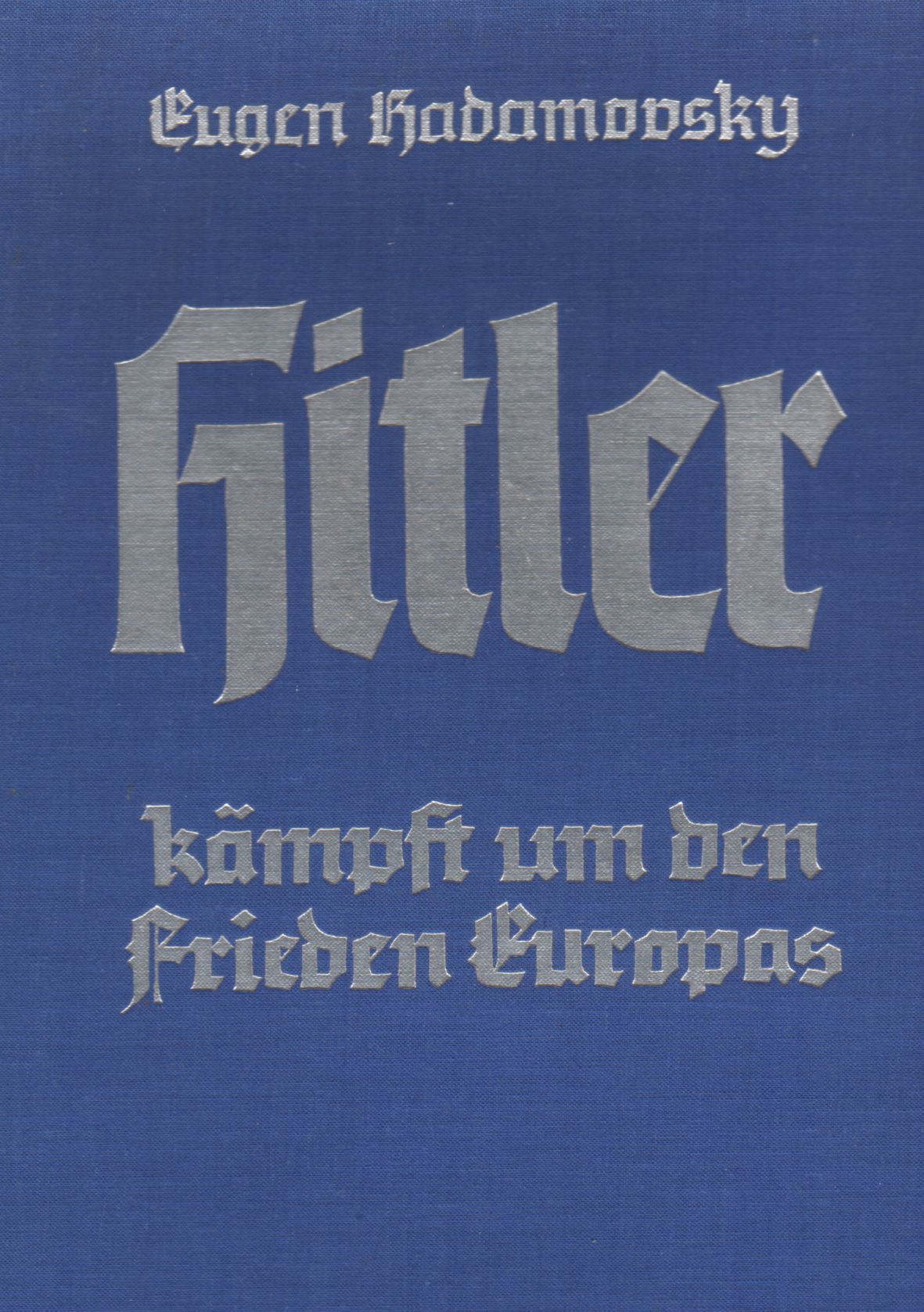
Portada del libro Hitler: kämpft um den Frieden Europas.

Hadamovsky fue autor de siete libros de propaganda, el más importante de los cuales fue "Propaganda y Poder Nacional" (1933), el único libro que trata los principios generales de propaganda publicados durante el Tercer Reich. Otros libros incluyen "Historia mundial en marzo", que se publicó justo antes de la invasión de Polonia de 1939, y aplaudió a la Alemania nazi en general y al regreso del territorio de Memel, la última ganancia territorial negociada de Adolf Hitler, previamente perdida en Lituania después de Primera Guerra Mundial Hadamovsky también fue autor de Blitzmarsch nach Warschau: Frontberichte eines politischen Soldaten (Marcha relámpago a Varsovia: Informes frontales de un soldado político), un relato de la invasión de Polonia (1939).

### Carrera militar y muerte

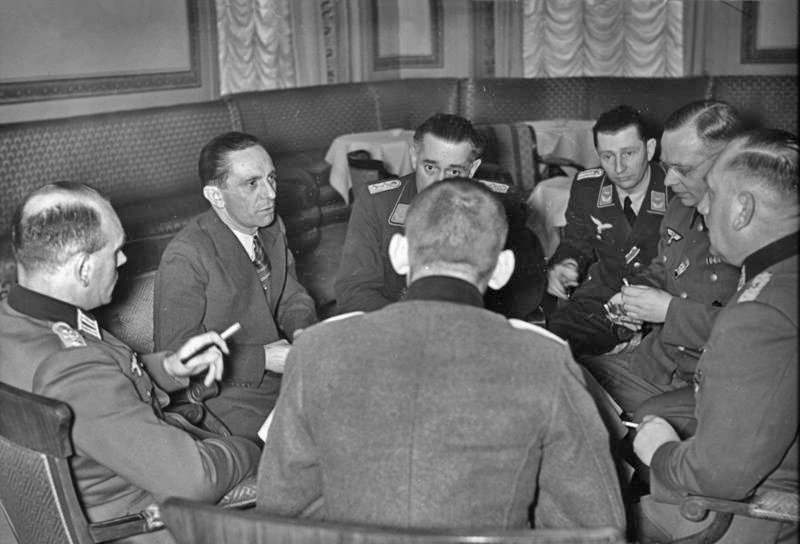
Eugen Hadamovsky (tercero desde la derecha) junto a J. Goebbels durante una entrevista con Hasso von Wedel. 28 de enero de 1941.

En 1943, Hadamovsky se ofreció como voluntario para las fuerzas armadas de la Wehrmacht. Hacia el final de la Segunda Guerra Mundial, se unió a la 4.ª División de Granaderos SS Polizei Panzer y murió en combate, recibió un disparo en el corazón, en el rango de un Obersturmführer (primer teniente), luchando al frente de su compañía en el Frente Oriental a principios de marzo de 1945 en Hölkewiese cerca de Rummelsburg en Pomerania.
Después de su muerte, el 3 de marzo de 1945, el ministro Joseph  Goebbels escribió;

"Recibí la triste noticia. Mi viejo amigo y empleado Eugen Hadamowski, quien dirigió su compañía al ataque, fue asesinado. Una bala le golpeó el corazón y murió de inmediato. En su cara perdí a uno de mis compañeros de vida, que durante muchos años me acompañó incansablemente y fielmente. Guardaré un agradecido recuerdo de él. ¡Qué sacrificios solo se hacen, qué sangre preciosa no se derrama en esta guerra! Pero si miras con calma la crisis mundial que estamos experimentando, podemos llegar a la conclusión de que solo debemos envidiar la participación de Hadamowski".

Hadamovsky está enterrado en Endgrablage: Bloque 3 Reihe 31 Grab 1533 - 1548, cementerio militar alemán Neumark/Stare Czarnowo, Polonia.

## Obras
- Propaganda und nationale Macht. Die Organization der offentlichen Meinungfur die nationale Politik. Oldenburg, 1933.
  - Propaganda y poder nacional. Nueva York, Arno Press, 1972 ISBN  0-405-04748-7
- Weltgeschichte im Sturmschritt: das grossdeutsche Jahr 1938. Múnich: F. Eher, 1939.
- Hitler kämpft um den Frieden Europas: ein Tagebuch von Adolf Hitlers Deutschlandfahrt. Múnich: Eher, 1936.
- Hitler erobert die Wirtschaft. Múnich: F. Eher, 1935.
- Weltgeschichte im Sturmschrift. Múnich: Zentralverl. d. NSDAP, 1939
- Blitzmarsch nach Warschau: Frontberichte eines politischen Soldaten. Múnich: Eher, 1940.

## Condecoraciones
- Cruz de Hierro, 1.ª clase (1940)
- Cruz de Hierro, 2.ª clase (1939)
- Cruz al Mérito de Guerra, 1.ª clase
- Insignia dorada del NSDAP
- Medalla al Largo Servicio en el NSDAP, en bronce